# Heròon

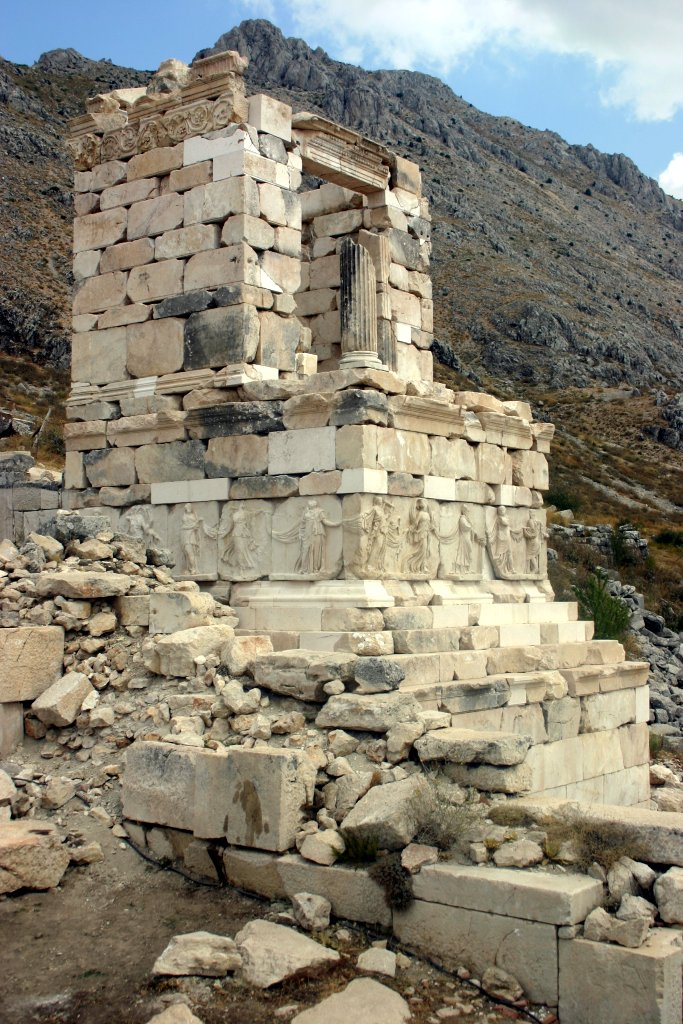
Heròon a Sagalassos (Turquia)

Un heròon (del grec ἡρῷον, heróon, en plural ἡρῷα, heroa; també anomenat de vegades heroum, segons la versió llatina) era un santuari o templet dedicat pels antics grecs o romans –i en uns certs casos per altres pobles com els ibers– per commemorar o retre culte a un heroi, erigit sovint sobre el que se suposava que n'era la tomba o el cenotafi.
El culte als herois era una pràctica molt estesa entre els pobles esmentats. L'heroi tenia un paper central en la vida de la polis, ja que donava a la ciutat un referent per a la seva identitat.
El culte habitualment se centrava prop de l'heròon, en el qual es creia que reposaven els ossos de l'heroi. Se li feien ofrenes i s'hi celebraven àpats, com si l'heroi encara fos viu i compartís amb ells aquestes ofrenes. La «possessió» d'un heroi per part d'una determinada ciutat era quelcom fonamental per al seu esdevenidor. Aquesta superstició va portar algunes ciutats gregues a enfrontaments pel control de certes restes considerades heroiques.